# 莫拉佐内
莫拉佐内（義大利語：Morazzone），是意大利瓦雷泽省的一个市镇。总面积5平方公里，人口4380人，人口密度876.0人/平方公里（2009年）。国家统计（ISTAT）代码为012105。

## 友好城市
- 英国Wimblington 2007年